# Bernard J. Dwyer

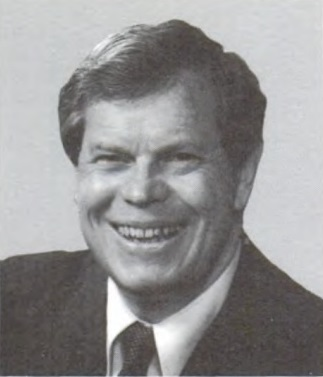
Bernard J. Dwyer (1981)

Bernard James Dwyer (* 24. Januar 1921 in Perth Amboy, New Jersey; † 31. Oktober 1998 in Metuchen, New Jersey) war ein US-amerikanischer Politiker.
Bernard Dwyer besuchte die Rutgers University in Newark. Von 1940 bis 1945 diente er in der United States Navy. Danach war er als Versicherungsmakler tätig und gehörte von 1958 bis 1969 dem Stadtrat von Edison (Edison Township Council) an. Zwischen 1969 und 1973 hatte Dwyer schließlich das Amt des Bürgermeisters der Stadt inne. Von 1974 bis 1980 war er Senator im Senat von New Jersey, ehe er als Demokrat in den 97. Kongress sowie die folgenden fünf Kongresse gewählt wurde. Dort vertrat Dwyer im US-Repräsentantenhaus vom 3. Januar 1981 bis zum 3. Januar 1993 zunächst den 15. und später den sechsten Wahlbezirks des Bundesstaates New Jersey.
Dwyer starb am 31. Oktober 1998 und wurde auf dem St. Gertrude’s Cemetery in Colonia beigesetzt.